# Maria Karolina von Königsegg-Rothenfels

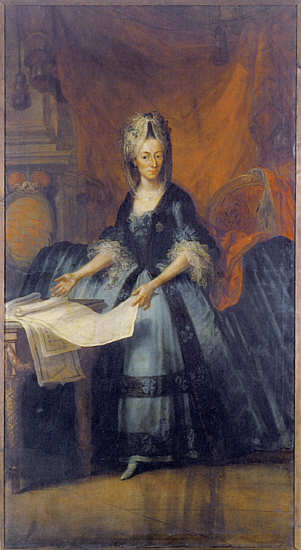
Die vorletzte Fürstäbtissin des Reichsstiftes Maria Karolina von Königsegg-Rothenfels mit den Umbauplänen für das Stift und Stiftskirche

Maria Karolina von Königsegg-Rothenfels (auch Maria Charlotte von Königsegg-Rothenfels; * 15. Juni 1707; † 13. Dezember 1774 in Buchau) war eine Äbtissin des freiweltlichen Damenstifts Buchau im heutigen Bad Buchau am Federsee.

## Leben
Maria Karolina war die Tochter des Carl Friedel Desiderius von Königsegg-Rothenfels und der Maximiliane von Althann. Sie wurde am 17. Dezember 1742 vom Stiftskapitel zur Äbtissin gewählt. Von ihr ist ein Stammbaum der 16 adeligen Vorfahren erhalten. Diese Adelsprobe war eine Bedingung für die Aufnahme in das Stift als Kanonikerin. Ihre Schwester Anna Wilhelmine Maria war Äbtissin des Stifts St. Ursula in Köln.
In den ersten Jahren ihrer Regierungszeit erneuerte Maria Karolina die Statuten des Stiftes. Danach leitete sie den Umbau des Stifts und den teilweisen Neubau der Stiftskirche St. Cornelius und Cyprianus durch Franz Anton Bagnato und Pierre Michel d’Ixnard.
Sie verstarb am 13. Dezember 1774.